# Aphrophorias
Aphrophorias is een geslacht van halfvleugeligen uit de familie Aphrophoridae. De wetenschappelijke naam van dit geslacht is voor het eerst geldig gepubliceerd in 1910 door Kirkaldy.

## Soorten
Het geslacht Aphrophorias  is monotypisch en omvat slechts de volgende soort:
- Aphrophorias inclyta (Walker, 1858)